# Headlong
"Headlong" é um single da banda britânica de rock Queen. A canção foi escrita pelo guitarrista Brian May, mas creditada a todos os integrantes da banda, e foi o terceiro single do álbum Innuendo.
Inicialmente foi projetada para ser parte do repertório do álbum Back to the Light de Brian May, mas quando o guitarrista ouviu Freddie Mercury cantar "Headlong", decidiu que deveria ser uma música do grupo.
A canção foi o primeiro single do Queen a ser lançado nos Estados Unidos sob o seu contrato com a Hollywood Records, em 14 de janeiro de 1991, embora tenha sido lançado no Reino Unido quatro meses depois. "Headlong" alcançou a terceira posição no Mainstream Rock Tracks. Um dos versos da música faz referência à "Breakthru", do álbum The Miracle.
O videoclipe da música foi gravado doze meses antes da morte de Freddie Mercury, além de ser sua última performance em clipe divulgada em cores. Os clipes posteriores, de "I'm Going Slightly Mad" e "These Are The Days of Our Lives" foram divulgados em preto e branco como forma de tentar esconder a saúde fragilizada na qual o artista estava naquela época.

## Desempenho nas tabelas
| Parada (1991)               | Melhor posição | Semanas |
| --------------------------- | -------------- | ------- |
| Canadian Singles Chart      | 25             | 11      |
| Dutch Singles Chart         | 43             | 8       |
| Irish Singles Chart         | 25             | 2       |
| UK Singles Chart            | 14             | 4       |
| U.S. Mainstream Rock Charts | 3              | 10      |

## Ficha técnica
- Freddie Mercury - vocais, piano
- Brian May - guitarra, vocais de apoio, teclado
- Roger Taylor - bateria, vocais de apoio
- John Deacon - baixo